# Aurora Mikalsen
Aurora Mikalsen   (Kristiansund, 21 de març de 1996) és una futbolista professional noruega que juga com a portera a l'SK Brann Kvinner d'ençà del 2021 i a la selecció nacional de Noruega.
Amb anterioritat va jugar a la FA Women's Super League anglesa als equips del Manchester United i el Tottenham Hotspur.